# Власов, Василий Николаевич
Василий Николаевич Власов (род. 8 мая 1953 года, Безенчук, Куйбышевская область) — живописец и график (станковая и печатная графика, книжная иллюстрация), художник книги.

## Биография
Окончил Алма-Атинское художественное училище (1968—1972). После переезда в Москву учился в Московском полиграфическом институте (1977—1982), где впоследствии работал преподавателем (1982—1987). Основное направление в творчестве — книга художника, арт-объекты, эстамп (линогравюра, сухая игла, литография, монотипия). Стипендиат Союза художников СССР (1988—1989). В 1991 году вступил в Союз художников СССР; затем, в 1992 году, в Московский Союз художников. Член жюри международного конкурса книжной иллюстрации и дизайна Образ книги.
Василий Власов неоднократно выступал в роли куратор всероссийских и международных выставок "Международного объединения «Книга художника» (издатель и редактор каталогов к выставкам). Он куратор и постоянный участник целого ряда групповых проектов в формате livre d’artiste: Город как субъективность художника, СПб, 2020 (куратор — Алексей Парыгин), ИЛИ@ЗДА, Мск. 2019 (кураторы — Василий Власов и Михаил Погарский); Поэзия неведомых слов (вариации в кириллице), Мск. 2019 (кураторы — Василий Власов и Михаил Погарский); Жёлтый звук, (к 85-летию Альфреда Шнитке) Мск. 2019 (кураторы — Василий Власов и Михаил Погарский); Русский Букварь, Мск. 2018 (кураторы — Виктор Лукин и Михаил Погарский); Странник Гумилёв, Мск. 2016 (кураторы — Василий Власов и Михаил Погарский); ПтиЦЫ и ЦЫфры, (130-летию Велимира Хлебникова) СПб. 2015 (куратор — Михаил Карасик); Маяковский—Манифест. СПб. 2015 (куратор — Михаил Карасик); Книга на острие современного искусства, СПб-Мск. 2013 (кураторы — Виктор Лукин и Михаил Погарский).
Космос, видимый нашим глазом, это только часть Вселенной. В нём так много скрытых тайн, так мало ответов, все вопросы улетают в бесконечность. Всего познать невозможно. Космический разум скрыт за семью печатями. Город подобен космосу. Город — это улей, город — это кажущийся хаос. В нём также много таинственного. Конечно, в нём есть своя логическая обусловленность, история возникновения и своя архитектоника. Ландшафт города, с его линейными переплетениями инфраструктуры по горизонтали и вертикали, с организованными коммуникациями, это такой же запредельный космос на земле. Мы живем с этим, мы в этом существуем, и нас не покидает ощущение причастности к окружающему миру. Мы живем по космическим законам, даже не задумываясь об этом.
С 1973 года художник живёт и работает в Москве.

## Музейные коллекции

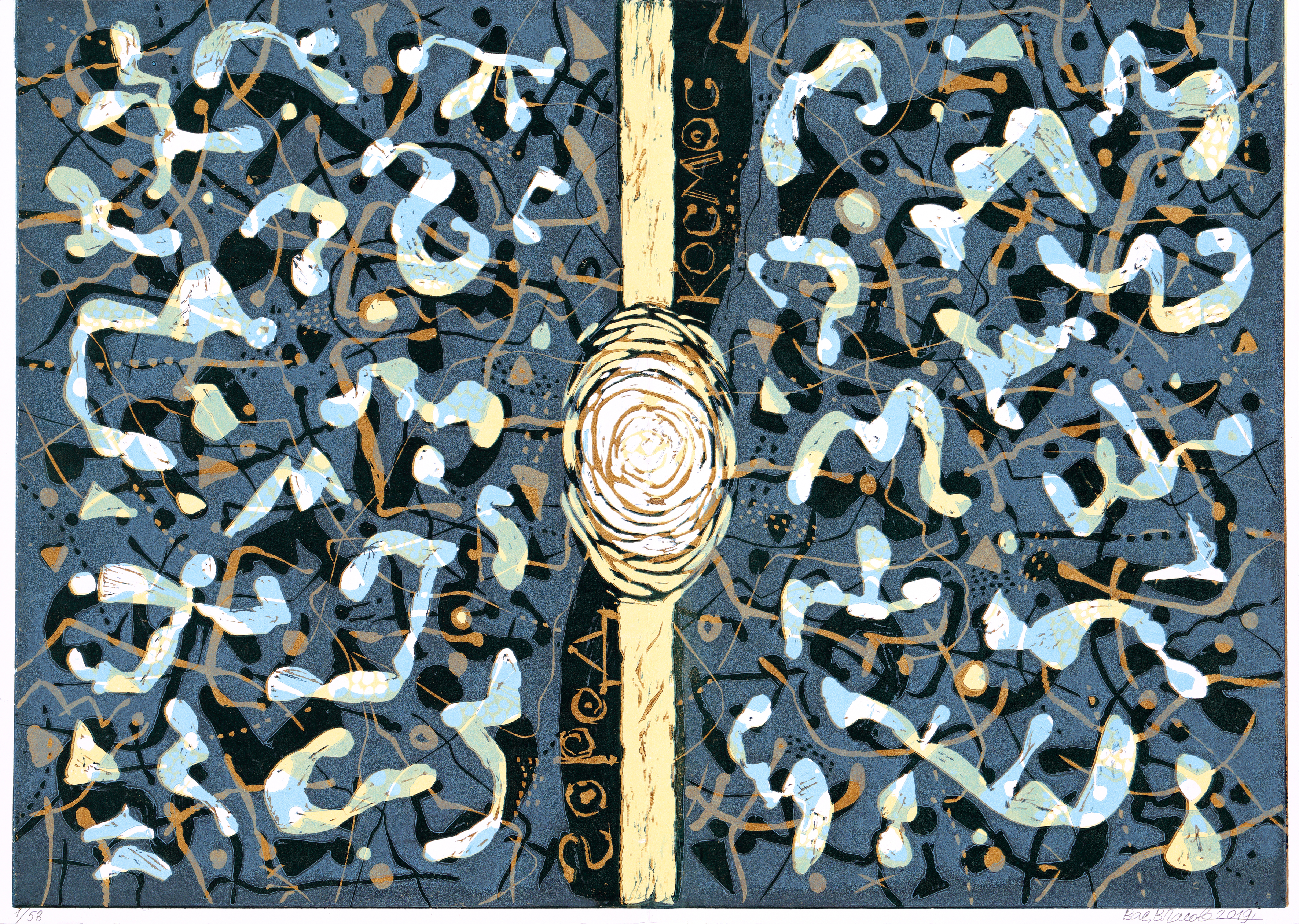
Город / Космос (для проекта Город как субъективность художника). 2019, 42 х 59,4 см, б., цветная линогравюра

- Эрмитаж. Научная библиотека, Сектор редких книг и рукописей. (Санкт-Петербург).[15]
- Государственный Русский музей. (Санкт-Петербург).
- ГМИИ им. Пушкина. Научная библиотека, Сектор редких книг (Москва).
- Государственный музей В. В. Маяковского. (Москва).
- Музей современного искусства «Гараж». Коллекция книги художника. (Москва).
- AVC Charity Foundation. (Москва).
- Музей АZ. (Москва).
- Российская государственная библиотека. Музей книги; Фонд Книги Художника (Москва).
- Всероссийская государственная библиотека иностранной литературы имени М. И. Рудомино (Мск.).
- Российская государственная библиотека искусств. (Москва).

- Саратовский художественный музей имени А. Н. Радищева. (Саратов).
- Архангельский областной музей изобразительных искусств. (Архангельск).
- Калининградский областной музей изобразительных искусств (Калининград).
- Екатеринбургский музей изобразительных искусств (Екатеринбург).
- Государственный музей искусств республики Казахстан им. А. Кастеева (Алматы).
- Британская библиотека. (Лондон).[16]
- Музей Гетти. Институт исследования Гетти. (Лос-Анджелес. США).
- Библиотека Принстонского университета. Департамент редких книг и специальных коллекций (Нью-Джерси. США)[17].
- Библиотека Диринга. Северо-Западный университет. Эванстон (Иллинойс). Фонд Книги художника. США.
- Библиотека Чапина. Уильямстаун (Массачусетс). Фонд Книги художника. США.
- Музей ван Аббе. LS (Альберт Лемменс & Серж Стоммелс) коллекция русской Книги художника Эйндховен (Нидерланды).
- Музей современного искусства (Кельн, Германия).
- Саксонская земельная библиотека. Фонд Книги художника (Дрезден)

## Выставки
Василий Власов участник более 250 групповых и персональных выставок.
- Выставка работ номинантов XI Премии им. Сергея Курёхина за 2019 год. — Центр им. Сергея Курёхина. Санкт-Петербург. 28 ноября — 13 декабря 2020.[18]